# Polistes
O termo vespa do papel ou vespa-cabocla é a designação comum a diversas espécies grandes de vespas sociais do gênero Polistes. Tais vespas apresentam coloração avermelhada ou amarelada às riscas, corpo alongado e delgado.
Estas vespas são insectos sociais.
Se forem incomodadas podem atacar com uma ferroada dolorosa. Mas são, geralmente, inofensivas.

## Espécies
P. actaeon

 P. adelphus

 P. adustus

 P. affinis

 P. africanus

 P. albicinctus

 P. albocalcaratus

 P. angulinus

 P. angusticlypeus

 P. annularis

 P. apachus

 P. apicalis

 P. aquilinus

 P. arizonensis

 P. arthuri

 P. assamensis

 P. associus

 P. asterope

 P. aterrimus

 P. atrimandibularis

 P. atrox

 P. aurifer

 P. badius

 P. bahamensis

 P. balder

 P. bambusae

 P. bellicosus

 P. bequaertellus

 P. bequaerti

 P. bequaertianus

 P. bicolor

 P. biglumis

 P. biguttatus

 P. billardieri

 P. binotatus

 P. bischoffi

 P. bituberculatus

 P. boharti

 P. brevifissus

 P. buruensis

 P. buyssoni

 P. callimorpha

 P. canadensis

 P. candidoi

 P. capnodes

 P. carnifex

 P. carolina

 P. cavapyta

 P. cavapytiformis

 P. chinensis

 P. cinerascens

 P. claripennis

 P. clavicornis

 P. comanchus

 P. consobrinus

 P. contrarius

 P. crinitus

 P. cubensis

 P. davillae

 P. dawnae

 P. deceptor

 P. defectivus

 P. delhiensis

 P. diabolicus

 P. diakonovi

 P. dominicus

 P. dominula

 P. dorsalis

 P. ebsohinus

 P. eburneus

 P. elegans

 P. ellenbergi

 P. ephippium

 P. erythrinus

 P. erythrocephalus

 P. exclamans

 P. extraneus

 P. facilis

 P. fastidiosus

 P. ferreri

 P. flavobilineatus

 P. flavus

 P. fordi

 P. formosanus

 P. franciscanus

 P. fuscatus

 P. gallicus

 P. geminatus

 P. gigas

 P. goeldii

 P. haugi

 P. hebridensis

 P. horrendus

 P. huacapistana

 P. huisunensis

 P. humilis

 P. incertus

 P. indicus

 P. infuscatus

 P. intermedius

 P. iranus

 P. japonicus

 P. jokahamae

 P. kaibabensis

 P. khasianus

 P. laevigatissimus

 P. lanio

 P. lateritius

 P. latinis

 P. legnotus

 P. lepcha

 P. lineonotus

 P. loveridgei

 P. lycus

 P. macrocephalus

 P. madecassus

 P. madiburensis

 P. major

 P. mandarinus

 P. maranonensis

 P. marginalis

 P. meadeanus

 P. melanopterus

 P. melanosoma

 P. melanotus

 P. mertoni

 P. metricus

 P. mexicanus

 P. minor

 P. moraballi

 P. myersi

 P. mysteriosus

 P. niger

 P. nigrifrons

 P. nigrifrons

 P. nigritarsis

 P. nimpha

 P. ninabamba

 P. nipponensis

 P. notatipes

 P. obscurus

 P. occipitalis

 P. occultus

 P. oculatus

 P. olivaceus

 P. opacus

 P. ornatus

 P. pacificus

 P. palmarum

 P. paraguayensis

 P. penai

 P. penthicus

 P. perflavus

 P. perplexus

 P. peruvianus

 P. philippinensis

 P. poeyi

 P. praenotatus

 P. pseudoculatus

 P. quadricingulatus

 P. ridleyi

 P. riekii

 P. riparius

 P. rossi

 P. rothneyi

 P. rubellus

 P. rufidens

 P. rufiventris

 P. rufodorsalis

 P. sagittarius

 P. santoshae

 P. satan

 P. saussurei

 P. schach

 P. semenowi

 P. semiflavus

 P. sgarambus

 P. shirakii

 P. sikorae

 P. similis

 P. simillimus

 P. simulatus

 P. smithii

 P. snelleni

 P. stabilinus

 P. stenopus

 P. stigma

 P. strigosus

 P. subsericeus

 P. sulcifer

 P. takasagonus

 P. tenebricosus

 P. tenellus

 P. tenuispunctia

 P. tepidus

 P. testaceicolor

 P. thoracicus

 P. torresae

 P. tristis

 P. tullgreni

 P. utakwae

 P. variabilis

 P. veracrucis

 P. versicolor

 P. wattii

 P. watutus

 P. weyrauchorum

 P. williamsi

 P. xanthogaster

 P. xantholeucus